# Cârăști, Alba
Cârăști este un sat în comuna Avram Iancu din județul Alba, Transilvania, România.